# 科珀科夫村 (加利福尼亞州)
科珀科夫村（英語：Copper Cove Village）是位於美國加利福尼亞州卡拉韋拉斯縣的一個非建制地區。該地的面積和人口皆未知。

## 地理
科珀科夫村的座標為37°57′35″N 120°38′08″W / 37.95972°N 120.63556°W，而該地的平均海拔高度為266米（即873英尺）。